# Stazione di Marzaglia
La stazione di Marzaglia  è una stazione ferroviaria ad uso esclusivo del trasporto merci posto nel comune di Modena, nella frazione di Cittanova, sulla nuova variante di tracciato tra Rubiera e Modena sulla ferrovia Piacenza-Bologna. Il nome viene preso dalla vicina frazione di Marzaglia a cui era stato erroneamente attribuito lo scalo nelle fasi iniziali di progetto. La stazione è posta al servizio del Terminal Intermodale di Marzaglia, gestito da Terminali Italia.

## Storia
La realizzazione complessiva dell'impianto, i cui lavori sono iniziati il 3 ottobre 2005, è costata 129 milioni di euro, mentre per la fase di potenziamento (che sarebbe dovuta finire nel 2016) ne hanno richiesti altri 10.
Dopo l'attivazione dei primi tre binari, lo scalo di Marzaglia è stato infine reso operativo il 9 gennaio 2019, con il primo treno operato da DB Cargo e proveniente da Limburg (Germania) con un carico di argilla, destinata al distretto della ceramica di Sassuolo.
Dal dicembre 2020 inoltre, lo scalo ferroviario opera un servizio di trasporto container gestito da Terminali Italia in collaborazione con Medway, Msc e Hannibal.
Viene inoltre fornito un servizio di riparazione e manutenzione container tramite un’officina attrezzata e il servizio di lavaggio a circuito chiuso di ultima generazione.

## Strutture e impianti
Lo scalo, che si estende su una superficie di circa 350.000 m², dispone di 6 binari utilizzati per il carico/scarico container, un binario di manovra e 6 binari presa e consegna oltre a due aste di manovra; possiede anche un Posto Periferico Multistazione, segnaletica complementare e attrezzature per l'esercizio in telecomando, segnalamento luminoso di protezione e partenza, dei portali TE ed attrezzaggio SCMT.

## Movimento
Lo scalo effettua solo traffico merci di container e trasporto diffuso; opererà anche presa e consegna dei convogli. La potenzialità dello scalo a regime prevede un movimento di circa tre milioni di tonnellate di merci all'anno.